# Gaston Paris
Bruno Paulin Gaston Paris (Avenay-Val-d'Or, 9 de agosto de 1839 – Cannes, 5 de março de 1903) foi um escritor e erudito francês.

## Obras principais
- Etude sur le rôle de l'accent latin dans la langue française (Paris, 1862)
- De Pseudo-Turpino (Paris, 1865)
- Histoire poétique de Charlemagne (Paris, 1866)
- La vie de saint Alexis (coletânea, Paris, 1873)
- Dissertation critique sur le poème latin Ligurius (Paris, 1873)
- Le petit Poucet, la grande Ourse (Paris, 1875)
- Les contes orientaux dans la littérature du moyen âge (Paris, 1875)
- Les miracles de Notre-Dame par Personnages (Paris, 1877)
- Le mystère de la Passion par Arnoul Gréban (1878)
- Deux Rédactions du roman des sept sages de Rome (Paris, 1879)
- Aucassin et Nicolette (Paris, 1878)
- Poètes et Penseurs (Paris, 1893)